# درخت آهن کرمادک
درخت آهن کرمادک (انگلیسی: Metrosideros kermadecensis) که به آن بوته کریسمس نیوزیلند هم گفته‌اند، درختی همیشه‌سبز از خانواده موردیان است که در جزایر آتشفشانی کِرمادِک در حدود ۹۰۰ کیلومتری شمال شرق نیوزیلند بومی است.
این درخت نمایش درخشانی از گل‌های قرمز را تولید می‌کند که از توده‌ای از پرچم‌ها تشکیل شده‌اند. درخت آهن کرمادک درخت جنگلی غالب جزیره رائول است که تا ۱۵ متر یا بیشتر رشد می‌کند. قطر تنه تا ۱ متر یا بیشتر است. شباهت زیادی به درخت آهن (پوهوتوکاوا) در سرزمین اصلی نیوزلند دارد و اغلب با آن اشتباه گرفته می‌شود. تفاوت درخت آهن کرمادک با درخت آهن معمولی داشتن برگ‌های کوچکتر و بیضی‌شکل‌تر و گلدهی‌اش در طول سال است.